# Julie Lipinski
Julie Lipinski est une réalisatrice française. 
Elle est la fille de l'artiste peintre Agnès Boulloche (d), la petite-fille de la propriétaire du Moulin d'Andé Suzanne Lipinska, la nièce de la réalisatrice Christine Lipinska, et la cousine de la journaliste Charlotte Lipinska (d).

## Filmographie
- 1996 : Coup de foudre (court-métrage)
- 1998 : Théo, t'es là ? (court-métrage)
- 2000 : Bon anniversaire mémé (court-métrage)
- 2005 : Le Plus Beau Jour de ma vie